# Pipapo
Pipapo ist ein Wort (eine Triplikation) der Umgangssprache und wird hauptsächlich in Verbindungen wie „mit allem Pipapo“ in der Bedeutung „mit allem, was dazugehört“, „mit allem Drum und Dran“ als ein zusammenfassender Platzhalter verwendet, wenn man nicht alle gemeinten Einzelheiten aufzählen möchte (Beispiel: „Es gibt ein Festessen mit allem Pipapo“).

## Entstehung
Der Ausdruck ist seit Mitte des 19. Jahrhunderts belegt und wurde möglicherweise aus der Abkürzung p.p. „herausgesponnen“ (Kluge), die in der Verbindung mit der Abkürzung „etc.“ (etc. p.p.) „perge, perge“ („fahre fort, fahre fort“, sinngemäß „und so weiter, und so fort“) bedeutet oder in Anreden mit der Bedeutung praemissis praemittendis („nach Vorausschickung des Vorauszuschickenden“) als Platzhalter für die Aufzählung einzelner Titel steht. Auch ein Zusammenhang mit Pofel oder Bafel „schlechte Ware oder wertloses Geschwätz“ wurde gelegentlich vermutet.
Der Rechtschreib-Duden nahm das Wort erstmals in der 18. Auflage von 1980 mit einem eigenen Lemma auf.

## Literarische Verwendungen
Pipapo ist der Name einer Nebenperson in der komischen Oper Turlututu, empereur de l’île verte („Turlututu, Kaiser der grünen Insel“) von Beffroy de Reigny, die am 3. und 5. Juli 1797 im Pariser Théâtre de la Cité zwei Aufführungen erlebte. Der Name soll in diesem Stück, ebenso wie der der Hauptperson und einiger anderer Charaktere, zugleich die Klangwelt der Kindersprache wie auch den exotischen Charakter des märchenhaften Schauplatzes evozieren.
Pipapo – Die Geschichte eines Drehbuchs war der Titel eines satirischen Hörspieles, mit dem Hans Werner Richter, der Begründer der Gruppe 47, seine Erlebnisse als Drehbuchautor zu einer Kritik der Filmbranche verarbeitete. In diesem Hörspiel erzählt ein Drehbuch von seiner eigenen Entstehung und Verhunzung im Verlauf eines ständig von sachfremden Erwägungen geleiteten Filmprojekts. Das Hörspiel wurde am 18. Oktober 1955 vom NWDR Hamburg erstmals gesendet. Eine veränderte Fassung unter dem Titel Der große Verzicht, die vom Bayerischen Rundfunk bereits fertig produziert und deren Sendung für den 3. Februar 1956 angekündigt war, wurde von dem damaligen NWDR-Abteilungsleiter Rüdiger Proske kurzfristig durch eine Sperrung der Rechte verhindert, nachdem die Berliner Capitol-Filmgesellschaft, in deren Auftrag Richter an dem Drehbuch des Films Vor Gott und den Menschen mitgearbeitet hatte, den Erlass einer Einstweiligen Verfügung angekündigt hatte, weil sie sich und ihren Film in Richters Hörspiel kritisiert und in der Öffentlichkeit herabgesetzt sah.
1960 veröffentlichte der deutsche Schriftsteller Michael Ende sein Kinderbuch Jim Knopf und Lukas der Lokomotivführer, das in der Folge durch Adaptionen des Marionettentheaters Augsburger Puppenkiste und durch deren Verfilmungen – 1961/62 in Schwarz-Weiß, 1977/78 neu in Farbe – popularisiert wurde. Dort gibt es die Figur des chinesischen „Oberbonzen“ Herrn Pi Pa Po, dessen Name ähnlich wie anderweitig bei Ende der Name Ping-Pong seinen Sprachwitz daraus bezieht, dass ein umgangssprachlich vertrauter deutscher Ausdruck zur Erzeugung eines chinesischen Kolorits der erzählten Handlung eingesetzt wird.

## Weitere Verwendungen
Von dem Regisseur und Produzenten Richard Eichberg ist der Ausspruch überliefert, mit dem er einmal Conrad Veidt auf dessen Frage, wie er eine Rolle anzulegen hätte, in breitestem Berlinisch geantwortet habe: “Menschenskind, da machste eben einfach pi-pa-po, du hast ma doch vasproch’n, du bist ‘n Schoospiela!”
Der Komponist Ewald Bludau (4. August 1884 – 6. Juni 1940) schrieb um 1924 einen Shimmy-Fox mit dem Titel Pi-Pa-Po, dessen Kehrreim wortspielerisch (und für die Zeit leicht anzüglich) anfing: “Am Pi-Pa, am Po-Po, am Potsdamer Platz...”
Eine Gruppe mit dem Namen Podpiraten gibt Podcasts mit dem Namen PiPaPo heraus. Die Sendung beschäftigt sich hauptsächlich in Form von Interviews mit der Piratenpartei Deutschland. Der Name kann als Abkürzung für Piratenpartei Podcast interpretiert werden und spielt bewusst mit der Bedeutung der Redewendung.